# Can Be Late
Albums de Skip the Use
Skip The Use Little Armageddon
(2014)
Singles
1. Give Me Your Life
Sortie : 23 mai 2011
2. Ghost
Sortie : 30 janvier 2012
3. Cup of Coffee
Sortie : 24 septembre 2012

Can Be Late est le deuxième album du groupe français Skip the Use, sorti le 6 février 2012 chez Polydor. 

## Musiciens
- Mat Bastard, chant.
- Yan Stefani, guitares.
- Jay Gimenez, basse.
- Lio Shivers, claviers.
- Manamax, batterie.

## Crédits
- Participation de la chorale de Saint John's International School sur Ghost et Do it again.
- Chœurs de Vanille « boulet » Bouyagui  sur Can be late.
- Claviers de Sylvain Moreau, sauf sur, Fallin’, Enemy et Give me your life.

## Production
- Produit par Manu Guiot, Yan Stefani et Mat Bastard.
- Les chansons  Fallin’, Enemy et Do it again ont été produites par Manu Guiot et Skip the Use. Supervision de la production : Lionel Grosheny. Manager de la production : Julie Yadi.
- Mixage : Tom Goldsworthy. Manu Guiot sur P.I.L & Darkness Paradise. Et Stephan Debruyn  sur Ghost et Do it again.
- Enregistré au Studio ICP à Bruxelles et aux studios  Badabing à Paris, sous la houlette de Manu Guiot.
- Mastering : John Dent (studio Loud Mastering, Angleterre)
- Manager: Jérôme Labory.
- Management: Righback Management.

## Liste des titres
| 1.  | People in the Shadow | 4:32 |
| 2.  | Can Be Late          | 3:50 |
| 3.  | Ghost                | 3:09 |
| 4.  | Antislavery          | 3:29 |
| 5.  | The Face             | 3:06 |
| 6.  | Do It Again          | 3:00 |
| 7.  | PIL                  | 2:30 |
| 8.  | Fallin'              | 3:10 |
| 9.  | Give Me Your Life    | 3:14 |
| 10. | Darkness Paradise    | 2:34 |
| 11. | Enemy                | 3:05 |
| 12. | Cup of Coffee        | 2:51 |
| 13. | Mirror               | 3:22 |
| 14. | Bastard Song         | 2:38 |

| 1. | Harry Poppers (version live)        |  |
| 2. | People in the Shadow (version live) |  |
| 3. | Antislavery (version live)          |  |
| 4. | Off Me (version live)               |  |
| 5. | She's My Lady (version live)        |  |
| 6. | Dr House (version live)             |  |
| 7. | PIL (version live)                  |  |
| 8. | Cup of Coffee (version live)        |  |

## Publication
- CD publié par BMG Rights Managements et Isy Song Music.
- Distribution  disques Polydor, label Universal Music France, 2012.

## Mise en images
- Artwork : Simon Laveu (HK Corp)
- Photo de couverture : Mathieu Cesar.
- Photos du livret : Mirabelwhite avec 4 photos en double page, except 1 photo pour Fotom, Erwan Raphalen et Mathieu Cesar.

## Récompense
- 2013 : Victoire de la musique de l'album rock de l'année